# 17 Monocerotis
Désignations
17 Monocerotis (en abrégé 17 Mon) est une étoile géante de la constellation équatoriale de la Licorne. Elle est visible à l'œil nu avec une magnitude apparente de 4,77. D'après la mesure de sa parallaxe annuelle par le satellite Gaia, l'étoile est distante d'environ ∼ 510 a.l. (∼ 156 pc) de la Terre. Elle s'en éloigne à une vitesse radiale héliocentrique de +46,2 km/s.
17 Monocerotis est une étoile géante rouge évoluée de type spectral K4 III. Ayant épuisé les réserves en hydrogène de son cœur, l'étoile s'est dilatée et refroidie. Son rayon est environ 25 fois plus grand que le rayon solaire, elle est autour de 538 fois plus lumineuse que le Soleil et sa température de surface est de 4 345 K.